# Alexandra Worden

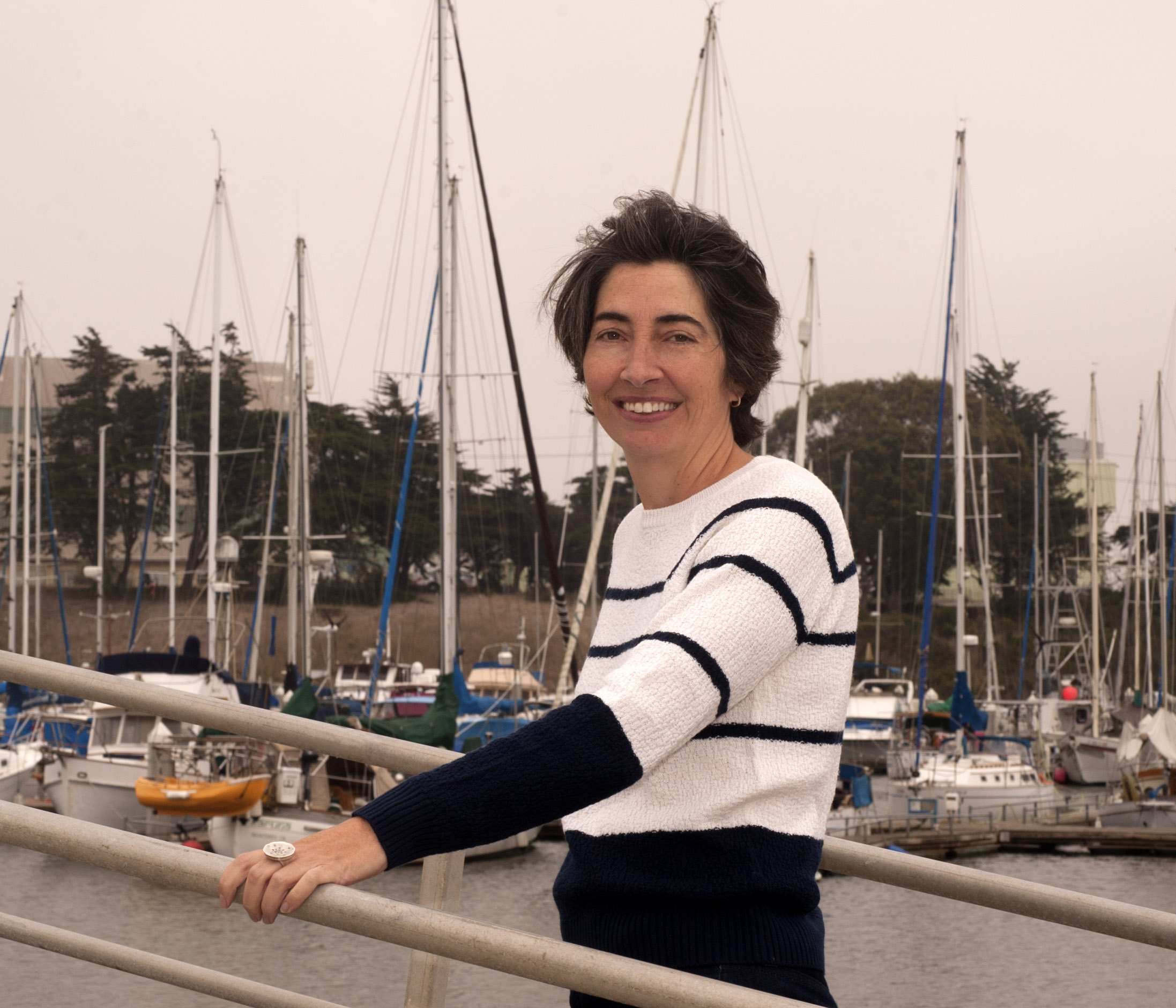
Alexandra Worden (2017)

Alexandra Zoe Worden (* 12. Juni 1970 im Großraum Boston) ist eine amerikanische Ozeanographin an der University of California, Santa Cruz (sowie dem MBARI) und dem GEOMAR in Kiel (sowie dem Max-Planck-Institut für Evolutionsbiologie Plön).
Sie versucht biogeochemische Kreisläufe durch die genetische Analyse von marinen Mikroorganismen aufzuklären. Am häufigsten zitiert wurden ihre Forschungen an Ostreococcus tauri, Micromonas und Syndiniales (Alveolata).

## Leben
Worden studierte am Wellesley College und MIT und promovierte an der Odum School of Ecology der University of Georgia. Anschließend war sie Postdoc an der Scripps Institution of Oceanography unter Farooq Azam.
2021 wurde sie Max-Planck-Fellow und 2022 in die Leopoldina gewählt.

## Publikationen
- David M. Needham, Susumu Yoshizawa et al.: A distinct lineage of giant viruses brings a rhodopsin photosystem to unicellular marine predators. In: Proceedings of the National Academy of Sciences. Band 116, Nr. 41, 23. September 2019, S. 20574–20583, doi:10.1073/pnas.1907517116, PMC 6789865 (freier Volltext).